# Ryes moswants
De Ryes moswants (Drymus ryeii) is een wants uit de onderfamilie Rhyparochrominae en uit de familie bodemwantsen (Lygaeidae).
De onderfamilie Rhyparochrominae wordt ook weleens als een zelfstandige familie Rhyparochromidae gezien in een superfamilie Lygaeoidea. Lygaeidae is conform de indeling van bijvoorbeeld het Nederlands Soortenregister.

## Uiterlijk
De kop, het schildje (scutellum), het halsschild (pronotum), poten en antennes zijn zwart. De voorvleugels zijn heel donkerbruin tot zwart. De ryes moswants is moeilijk te onderscheiden van de heidemoswants (Drymus sylvaticus). Bij de heidemoswants ontbreken de rechtopstaande haren op schenen (tibia). De voorvleugels van de Ryes moswants zijn gelijkmatiger donker gekleurd en de membranen (doorzichtig deel van de voorvleugels) zijn zwarter. De vleugels zijn bovendien meestal iets korter dan het achterlijf (abdomen). De lengte is 3,6 – 4,7 mm.

## Verspreiding en habitat
De Ryes moswants komt voor in bijna geheel Europa, vanaf het zuidelijke deel van Scandinavië tot het noordelijke deel van het Middellandse Zeegebied. Naar het oosten strekt het verspreidingsgebied zich uit tot in Siberië. Hij heeft een voorkeur voor vochtige, beschaduwde gebieden (vooral loofbossen).

## Leefwijze
Deze wantsen leven in de strooisellaag en tussen het mos. Ze klimmen zelden op planten. Over hun voedingsgewoonten is weinig bekend. De imago’s overwinteren en paren in mei en juni. De vrouwtjes leggen hun eieren in de strooisellaag. De nimfen zijn gevonden tot laat in de herfst, maar de volwassen wantsen van de nieuwe generatie verschijnen vanaf augustus. Er wordt één generatie gevormd per jaar.